# Rezydencja Prezydenta RP na Mierzei Helskiej
Rezydencja Prezydenta RP na Mierzei Helskiej – centrum reprezentacyjno-konferencyjne pozostające do dyspozycji Prezydenta RP znajdujące się na terenie miasta Hel, na brzegu Zatoki Puckiej w sąsiedztwie Juraty i zarządzane przez Kancelarię Prezydenta RP.

## Historia

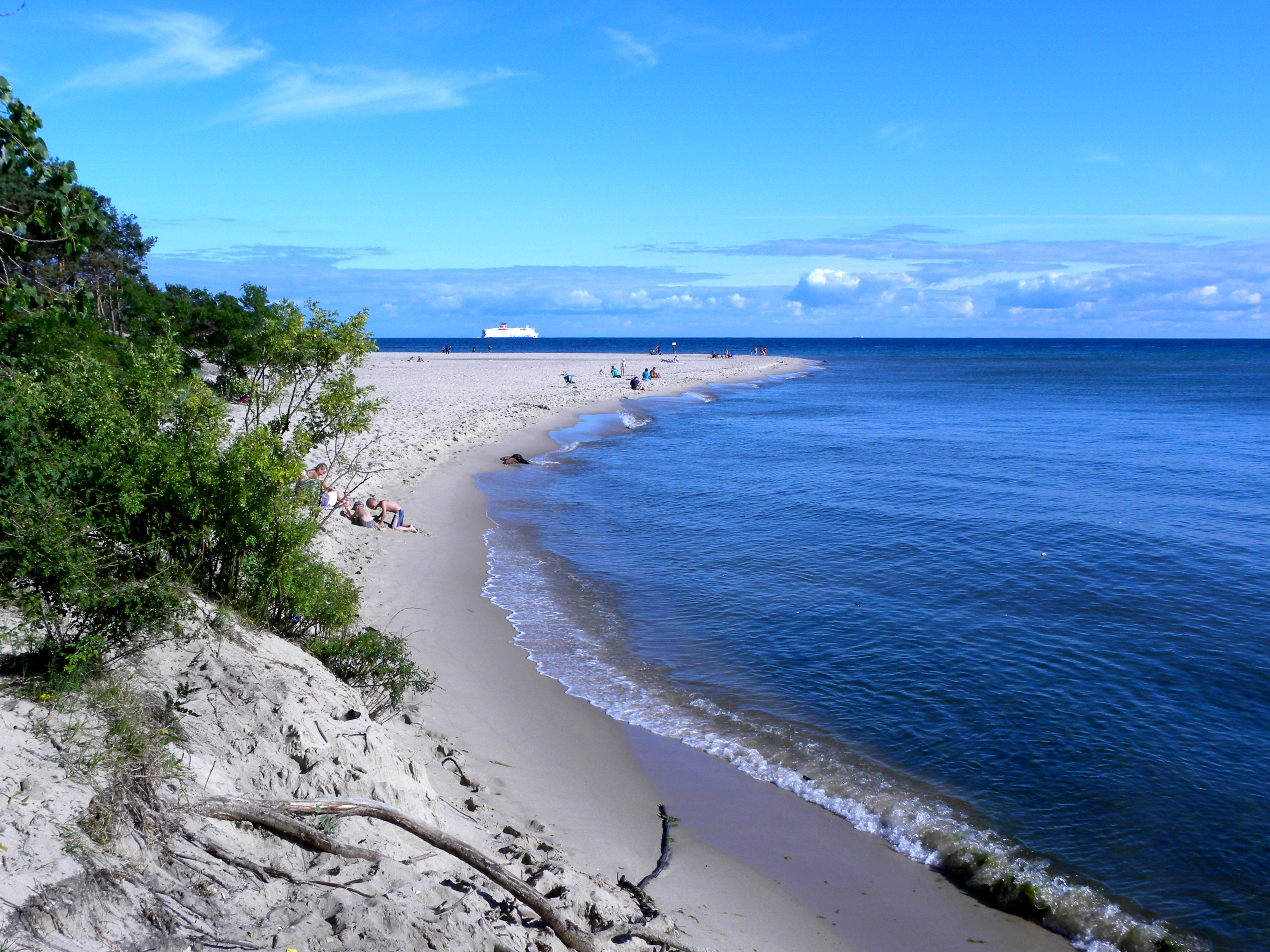
Południowa plaża na Helu

W okresie II Rzeczypospolitej na Mierzei Helskiej w willi „Muszelka” na terenie Oficerskiego Domu Wypoczynkowego „Jantar” wypoczywał Prezydent RP Ignacy Mościcki. W latach 60. powstał na obszarze przylegającym do Juraty Ośrodek Wypoczynkowy Urzędu Rady Ministrów „Mewa”. 1 sierpnia 1989 znalazł się w zarządzie Kancelarii Prezydenta PRL.
W 1998 oddano do użytku po pracach remontowych willę przeznaczoną dla pary prezydenckiej. W 1999 udostępniono drugą willę, przeznaczoną dla gości prezydenta. W 2002 wzniesiono 35-metrową wieżę pn. „Panorama”. Całość inwestycji zakończono w 2003.
Na zaproszenie prezydenta w ośrodku gościli wybitni politycy zagraniczni, w tym głowy wielu państw. Byli wśród nich: Václav Havel, król Juan Carlos, Javier Solana, Angela Merkel, George W. Bush, Wiktor Juszczenko, Valdas Adamkus, Johannes Rau, Christian Wulff.

## Infrastruktura
Obiekt obejmuje teren kilkudziesięciu hektarów, jest ogrodzony i całodobowo strzeżony. Znajdują się na nim dwie wille, kort tenisowy, wieża widokowa z krytym basenem. Przylega do pasa zamkniętej plaży. Ośrodek posiada też przystań i przeznaczone dla helikopterów lądowisko Mewa.